# Girolamo Marini
Pour les articles homonymes, voir Marini.
Girolamo Marini, aussi appelé Hieronimo Marini, est un architecte et ingénieur militaire italien du XVIe siècle originaire d'Émilie. Selon certains, il est né au hameau de Casara, près de Montegibbio, aujourd'hui une banlieue de Sassuolo, dans la province de Modène à la fin du XVe siècle. D'autres l'ont dit né à Bologne. Il est probablement mort le 22 juin 1553 à Thérouanne, dans la destruction de la ville par Charles Quint et ses troupes, car on n'a plus de nouvelles de lui après cette date.

## Biographie
Marini a choisi ce nom à l'âge adulte en reprenant celui de frère Marino, connétable de Bologne sous la seigneurie de Giovanni II Bentivoglio. Les Bentivoglio ont perdu la seigneurie de la ville de Bologne en 1506 et en furent chassés ainsi que leurs fidèles, dont « Hieronymus frater Marini conestabilis ».
On suppose que Marini a passé les trente premières années de sa vie à Rome, où il aurait travaillé comme ingénieur militaire pour le pape. Il aurait pu travailler avec Antonio da Sangallo le Jeune.
En 1536, il est en France, au service de François Ier. C'est là qu'il prend le nom de Marini et choisit des armoiries. L'année suivante, il est dans le Piémont occupé par les troupes françaises commandées par le comte Guido Rangone (it), originaire de Modène, qui avait été au service du pape Léon X, et qui se trouve à Pignerol pour la défense de la route du Val Chisone. Le plan de ville en quadrilatère bastionné a été conçu par Sangallo. Il est probable que la conception de la citadelle de Pignerol pendant l'occupation française suivant un plan rectangulaire allongé avec un bastion à chaque angle est dû à Marini. En 1539, Guillaume du Bellay, qui a remplacé Claude d'Annebault au gouvernement du Piémont, utilisa Marini pour renforcer les fortifications du Piémont.
En 1542, on le retrouve au siège de Perpignan. En 1543, il renforce les fortifications de Landrecies, probablement sous les ordres du prince de Melfi, Giovanni Caracciolo, maréchal de France. La même année, il renforce la place forte d'Émery, près de Maroilles, à la demande du gouverneur Martin du Bellay. En 1544, il participe à la défense de Saint-Dizier contre l'armée de Charles Quint commandée par le général Ferrante Gonzague.
En 1545, il est nommé « commissaire-général des fortifications en Champagne ». Avec Martin du Bellay, il inspecte les fortifications de Picardie. De nouvelles villes sont ensuite construites et fortifiées, Maubert-Fontaine, Mézières, Villefranche-sur-Meuse, Vitry-le-François, Rocroi, Saint-Dizier, Sainte-Menehould.
En 1546, après une tournée d'inspection, les fortifications sont renforcées à Chaumont-en-Bassigny, Coiffy et de Ligny. Marini doit y surveiller les travaux.
Il doit aller en Picardie, en 1548, pour surveiller la construction du fort de Châtillon qui doit contrôler les Anglais occupant Boulogne depuis 1544.
Architecte de François Ier, il est à l'origine des plans de la ville nouvelle de Vitry-le-François.